# Anna Maria Giannini
Anna Maria Giannini (Roma, 5 dicembre 1959) è una psicologa e criminologa italiana.

## Biografia
Laureata in psicologia presso l'Università degli studi di Roma La Sapienza con votazione di 110/110 lode e menzione di dignità di stampa, conseguì presso la stessa università sia la specializzazione in psicologia clinica che il titolo di dottore di ricerca in psicologia. Sempre a La Sapienza, insegna psicologia generale e vittimologia ed è presidente del corso di laurea magistrale in psicologia giuridica, forense e criminologica. Inoltre, presso lo stesso ateneo, è direttrice del dipartimento di psicologia, responsabile del laboratorio di psicologia sperimentale applicata e direttrice del servizio di psicologia giuridica e forense. Sempre a La Sapienza, dal 2023 è: delegata dalla rettrice alle politiche per le pari opportunità, presidente del collegio dei direttori di dipartimento e membro del comitato unico di garanzia.
È criminologa accreditata presso la Direzione centrale della polizia criminale (Criminalpol), la direzione centrale per la polizia stradale, ferroviaria, delle comunicazioni e per i reparti speciali della Polizia di Stato, il dipartimento dell'amministrazione penitenziaria e l'Arma dei Carabinieri.
Autrice e curatrice di saggi e pubblicazioni accademiche avente come tema il disagio e la prevenzione nei casi di violenza di genere, omicidio stradale e violenza sul web, è componente del Consiglio direttivo della Società Italiana di Criminologia.

## Attività di ricerca e ambiti applicativi
Ha fornito contributi su tematiche come il femminicidio, la psicologia dell'emergenza, le organizzazioni settarie, lo stress, il trauma e le conseguenze dell'omicidio stradale, il disagio e il benessere psicologico durante la pandemia di COVID-19 in Italia, la vittimizzazione secondaria. È curatrice e responsabile scientifico del Progetto Icaro, volto alla educazione stradale dei giovani studenti italiani, oltre che tra i coordinatori del progetto Airone, volto alla creazione di una rete di supporto e presa in carico per gli orfani di femminicidio. Ha realizzato con la collaborazione della Comunità di San Patrignano e della Fondazione ANIA, il programma INDipendenza da gioco, volto a prevenire e contrastare il gioco d'azzardo patologico, rivolto a soggetti appartenenti a tutte le fasce di età. Ha realizzato, con la collaborazione della Fondazione ANIA, i programmi ANIA Cares e ANIA Cares Plus, un servizio di pronto soccorso psicologico per le vittime dirette e indirette di incidenti stradali (ANIA Cares) e del COVID-19 (ANIA Cares Plus), una particolare modalità di sostegno psicologico finalizzata a consentire alle vittime dirette e indirette di superare le conseguenze psicologiche per danni fisici anche permanenti (vittime dirette) oppure per la perdita di una persona cara (vittime indirette). Ha curato, assieme a Vittorio Rizzi, vicecapo della Polizia di Stato e Direttore Centrale della Polizia Criminale (Criminalpol), il volume Investigare 4.0. Criminologia e criminalistica. Viaggio nel mondo delle indagini, che oppone al sensazionalismo e alla scarsa aderenza ai principi della scienza con cui molti casi di cronaca nera sono trattati nelle trasmissioni televisive di intrattenimento, l'analisi degli stessi casi attraverso la lente delle scienze forensi, giuridiche, criminologiche e vittimologiche. 

### Presenza sui media
Ha partecipato, come criminologa, allo speciale de Le Iene condotto da Giulio Golia dal titolo Un Paese di Furbetti, andato in onda su Italia 1 il 16 maggio 2022, sul tema degli aspetti psicologici nelle truffe e gli aspetti di manipolazione a danno delle vittime. È spesso ospite, in veste di psicologa e criminologa, di programmi televisivi di approfondimento, come Unomattina, La vita in diretta e Settegiorni - Rai Parlamento. Altre partecipazioni sono state a Rai News, Rai Scuola, Estate in diretta, Cominciamo bene, Radio Radicale, RaiRadio1, Il Messaggero, TV2000.
Ha commentato alcuni tra i maggiori fatti di cronaca nera italiani, come il delitto di Santa Croce Camerina del piccolo Lorys Andrea Stival ad opera della madre, Veronica Panarello, la tragedia di piazza San Carlo a Torino, il delitto di Novi Ligure, l'omicidio a Crotone del giovane Giuseppe Parretta, i casi di Gessica Notaro e Ylenia Bovera, aggredite con l'acido dai loro ex-partner.

## Opere
- Paolo Bonaiuto, Anna Maria Giannini e Valeria Biasi (a cura di), L'analisi scientifica delle condotte di magia, Roma, Psicologia, 1994.
- Paolo Bonaiuto, Gabriella Bartoli e Anna Maria Giannini (a cura di), Contributi di psicologia dell'arte e dell'esperienza estetica, Roma, Psicologia, 1994.
- Paolo Bonaiuto, Anna Maria Giannini e Valeria Biasi (a cura di), Motivazioni umane, processi cognitivi, emozioni, personalità, Roma, Psicologia, 1994.
- Gabriella Bartoli, Anna Maria Giannini e Paolo Bonaiuto, Funzioni della percezione nell'ambito del museo, Scandicci, La Nuova Italia, 1996.
- Anna Maria Giannini e Paolo Bonaiuto, Caratteristiche e condizioni dello stress negli operatori al computer, Roma, Istituto italiano di medicina sociale, 1998.
- Anna Maria Giannini, Introduzione allo studio dei processi affettivi, Roma, EUR, 2002, ISBN 88-7730-090-6.
- Paolo Bonaiuto e Anna Maria Giannini (a cura di), Psicologia dello humour, Roma, EUR, 2003.
- Paolo Bonaiuto, Anna Maria Giannini e Valeria Biasi (a cura di), Lineamenti, note e sintesi di psicologia generale, Roma, Kappa, 2004.
- Roberto Baiocco, Anna Maria Giannini e Fiorenzo Laghi, SAR, Trento, Edizioni Centro Studi Erickson, 2005.
- Anna Maria Giannini e Fabio Lucidi, Il paradosso del giovane guidatore, Roma, Kappa, 2007, ISBN 978-8878908475.
- Paolo Bonaiuto, Anna Maria Giannini e Valeria Blasi (a cura di), Lineamenti di storia della psicologia, Roma, Monolite, 2008, ISBN 978-88-7331-056-3.
- Anna Maria Giannini e Roberto Sgalla (a cura di), Giovani e legalità nelle realtà a rischio, Roma, Carocci Editore, 2009.
- Anna Maria Giannini e Roberto Sgalla, Guida pratica per l'educazione stradale, Trento, Edizioni Centro Studi Erickson, 2009, ISBN 8861374751.
- Anna Maria Giannini e Barbara Nardi (a cura di), Le vittime del crimine, Torino, Centro Scientifico Torino, 2009, ISBN 978-88-7640-842-7.
- Anna Maria Giannini e Roberto Sgalla (a cura di), Conversazioni sulla legalità, Padova, Piccin, 2011, ISBN 978-88-299-2115-7.
- Anna Maria Giannini, Tessa Marzi e Maria Pia Viggiano, Design, Firenze-Milano, Giunti, 2011, ISBN 978-8809767775.
- Anna Maria Giannini e Roberto Sgalla (a cura di), Giovani e legalità, Bologna, il Mulino, 2011, ISBN 978-8815128270.
- Anna Maria Giannini e Francesco Cirillo (a cura di), Itinerari di vittimologia, Milano, Giuffrè Editore, 2012, ISBN 978-8814157615.
- Rita Di Iorio e Anna Maria Giannini (a cura di), Stare con il dolore in emergenza, Milano, FrancoAngeli, 2018, ISBN 9788891778215.
- Roberto Sgalla e Anna Maria Giannini (a cura di), La violenza in un clic, Firenze, Hogrefe, 2018, ISBN 9788898542352.
- Dona Amati, Anna Maria Giannini e Antonella Rizzo (a cura di), Caro maschio che mi uccidi, Vetralla, FusibiliaLibri, 2019, ISBN 978-88-98649-63-1.
- Pietro Stampa e Anna Maria Giannini (a cura di), Psicologia, etica, diritto, Milano, FrancoAngeli, 2019, ISBN 9788891788825.
- Vittorio Rizzi e Anna Maria Giannini (a cura di), Investigare 4.0, Padova, Piccin, 2021, ISBN 978-8829931965.